# Bershka
A Bershka a spanyolországi Inditex Group ruházati márkája, mely egyike a világ legnagyobb ilyen jellegű cégeinek. Alapítója Amancio Ortega, a világ 3., s Spanyolország leggazdagabb embere. Az Inditex Group szintén jegyzi a Zara, Zara Home, Massimo Dutti, Pull&Bear, Oysho, Stradivarius és Uterqüe márkákat, melyek között a Bershka bevételei az eladások kb. 10%-a.
A Bershkát 1998-ban alapították, azóta a világ 71 országában képviselik magukat, több mint 1000 üzlettel. Magyarországon  2007-ben nyílt meg első üzletük, 2020-ra öt üzletet nyitottak Budapesten és hármat vidéken is.
Célcsoportjukként a fiatal, igényes nőket és férfiakat jelölik meg, akik naprakészen követik a divatot.